# توجيا (شعب)

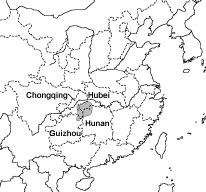

شعب التوجيا (بالإنجليزية: Tujia) هو أحد شعوب الصين ويبلغ عدد هذا الشعب نحو 8 ملايين نسمة. وبحسب عددهم فهم يشكلون ثامن أكبر شعوب الصين (عدد شعوب الصين 55 شعبا). يعيشون في جبال ولينغ ولهم حدود جوار مع ولاية هونان وأقاليم هوباي وغيزهو.

## أصلهم
طبقا لمعلومات من القرن الثاني عشر وربما إلى تاريخ أبعد من ذلك تشير إلى «شعب با» الذي شغل هذه المنطقة حول مدينة «تشونغكيغ» الحالية قبل نحو 500 قبل الميلاد. وصلت ذروة قوة مملكة با بين 600 - 400 قبل الميلاد، ولكنها هزمت ودمرت من «دولة قين» نحو 316 قبل الميلاد. وبعد ان ذكر اسم هذا الشعب في عدة مخطوطات قديمة بأنهم شعب «توجيا» وبقي هذا الأسم مميزا لهم منذ القرن الرابع عشر.

## من تاريخهم

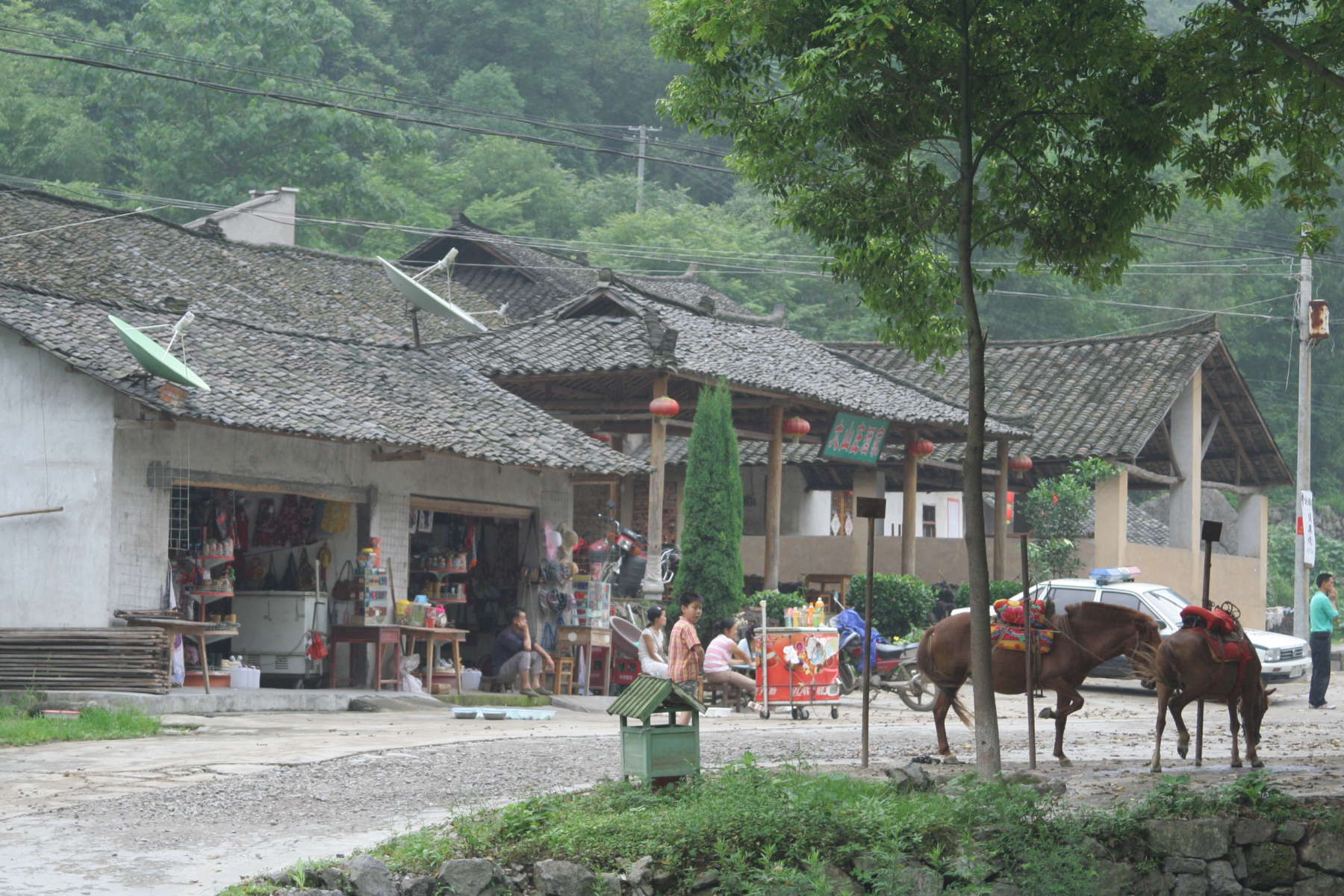
احدى قرى التوجيا في "يوتشانغ".

وصل رؤساء توجيا توسي ذروة حكمهم خلال أسرة مينغ (1368–1644), وخلالها حصلوا على منزلة عالية من قبل أمبراطور الصين. وقد حصلوا على تلك المنزلة الرفيعة حيث اشتهروا بأن رجالهم شجعان ومنظمين يحاربون بقسوة وشجاعة، مما جعل إمبراطور الصين يستخدمهم في خمد ثورات الأقليات. كما اشتركوا مرات عديدة في محاربة الغزاة الغرباء مثل «ووكو» (القراصنة اليابان) الذين اجتاحوا شواطيء الصين في القرن السادس عشر.

## اقرأ أيضا
- بكين
- ولينغيوان
- بحيرة باوفينغ
- محافظة يونغشون
- يونغشون
- فينغهوانغ